# Dasiphora veitchii
Dasiphora veitchii är en rosväxtart som först beskrevs av Ernest Henry Wilson, och fick sitt nu gällande namn av J. Soják. Dasiphora veitchii ingår i släktet tokar, och familjen rosväxter. Inga underarter finns listade i Catalogue of Life.